# Nauzon
Der Nauzon ist ein kleiner Fluss im Südwesten Frankreichs, in der Region Nouvelle-Aquitaine. Er verläuft im Süden des Départements Haute-Vienne und im Norden des Départements Dordogne und mündet nach rund 12 Kilometern als rechter Nebenfluss in den Trieux. Sein durchschnittliches Gefälle beträgt 13,8 m/km.

## Durchflossene Gemeinden
- Saint-Mathieu (Quelle)
- Maisonnais-sur-Tardoire (Mündung)
- Champniers-et-Reilhac (Mündung)

## Geographie
Der Nauzon entspringt als Ruisseau de l’Étang de l’Étourneau am Ausgang des gleichnamigen Weihers auf 345 Meter Höhe im Süden der Gemeinde Saint-Mathieu in der Haute-Vienne. Der Étang de l’Étourneau liegt im Wald des Puy Haut in unmittelbarer Nähe der D 67 von Saint-Mathieu nach Marval.
Der Nauzon fließt nach Verlassen seines Quellgebiets in nordwestlicher Richtung ab. Nachdem er als linken Nebenarm kurz vor Erreichen der D 675 den Ruisseau de l’Étang Neuf aufgenommen hat, dreht er nach Westen und führt ab dieser Stelle seinen eigentlichen Namen Nauzon.
Auf seinen letzten 7 Kilometern bildet er die Départementsgrenze zwischen der Dordogne im Süden und der Haute-Vienne im Norden, ehe er an der Mühle Moulin de Leymeronie auf 185 Meter Höhe in den von links kommenden Trieux mündet.
Die Gesamtlänge des Nauzon beträgt 11,6 Kilometer und sein Einzugsgebiet 29 Quadratkilometer.
Laut SANDRE besitzt der Nauzon sechs kleinere Nebenarme. Die beiden längsten sind der linksseitige, 4,2 Kilometer lange Ruisseau de l’Étang Neuf und die rechtsseitige, 3,4 Kilometer lange Samaritaine, die am südlichen Ortsrand von Saint-Mathieu entspringt.

## Geologie

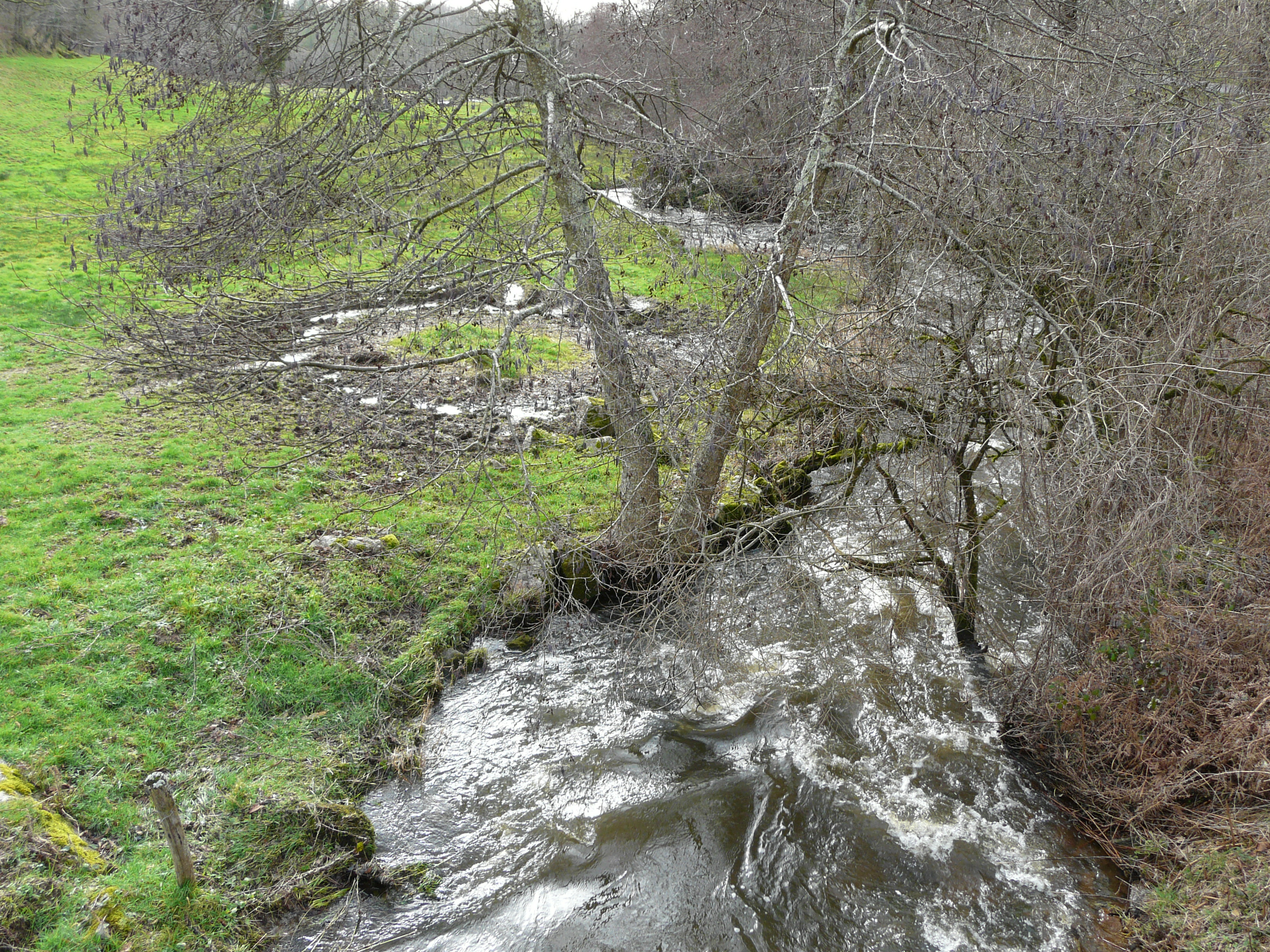
Der Nauzon zwischen Champniers-et-Reilhac (links) und Maisonnais-sur-Tardoire (rechts) - Februarhochwasser

Der Nauzon beginnt seinen Lauf im Saint-Mathieu-Leukogranit, dessen grobkörnige Fazies er bis westlich von La Chabroulie durchquert. Er trifft dabei auf ein kleines Vorkommen von Glimmerschiefern der Parautochthonen Glimmerschiefereinheit, das südwestlich von Fonsoumagne im Leukogranit eingeschlossen ist, sowie auf steilstehende Gangscharen aus Mikrogranit, die vorwiegend NNW und N streichen. Bis zur Mündung in den Trieux durchläuft der Fluss dann die feinkörnige Fazies des Saint-Mathieu-Leukogranits (Champniers-et-Reilhac-Leukogranit). Auch hier trifft er erneut auf NNW-streichende, nahezu vertikale Gangscharen aus Mikrogranit und eine assoziierte Störung gleicher Orientation. Auf seinen letzten 500 Metern hat der Fluss in seiner sich weitenden Talaue Sande des Holozäns abgelagert, die Quarzkiesel führen.

## Hydrologie
Das Abflussregime des Nauzon gehört zum ozeanischen Regenregime des Atlantiks.

## Sehenswürdigkeiten am Fluss
Die einzige nennenswerte Sehenswürdigkeit im Tal des Nauzon ist die aus der zweiten Hälfte des 12. Jahrhunderts stammende romanische Kirche Saint-Paul in Reilhac.